# Монудо рудий
Мону́до рудий (Mitrephanes phaeocercus) — вид горобцеподібних птахів родини тиранових (Tyrannidae). Мешкає в Мексиці, Центральній і Південній Америці.

## Опис

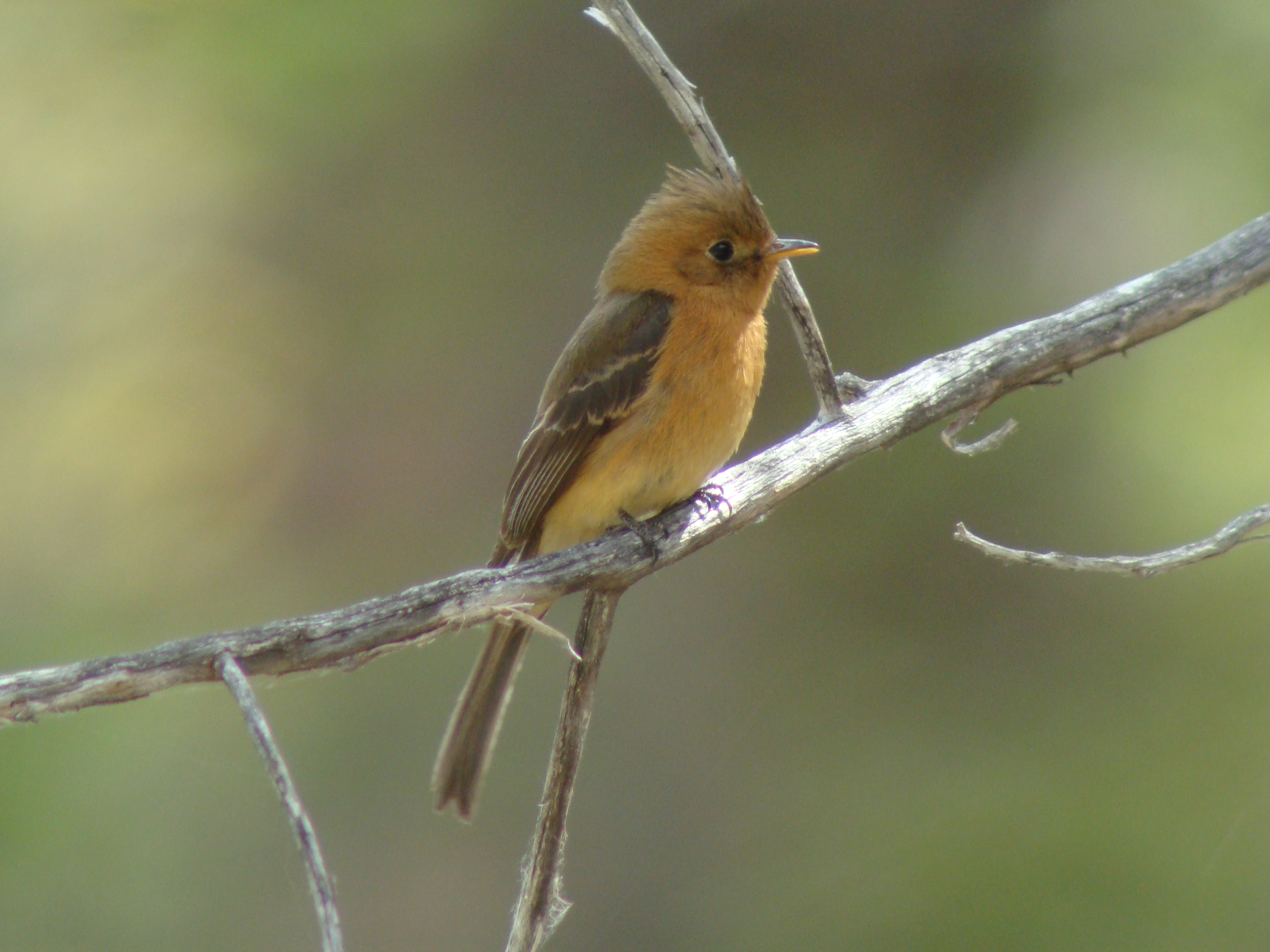
Рудий монудо

Довжина птаха становить 12 см, вага 8,5 г. Верхня частина тіла оливково-зелена, на тімені помітний чуб. Хвіст і крила чорнуваті, на крилах дві жовтуваті смужки, другорядні махові пера мають жовтуваті края. Груди охристо-руді, живіт жовтий. У молодих птахів верхня частина тіла коричнюватаз охристим відтінком, на крилах руді смуги, нижня частина тіла світліша.

## Підвиди
Виділяють чотири підвиди:
- M. p. tenuirostris Brewster, 1888 — західна Мексика (від Сонори і Чіуауа до Халіско);
- M. p. phaeocercus (Sclater, PL, 1859) — південна, південно-західна і східна Мексика, Гватемала, Гондурас, захід Нікарагуа;
- M. p. aurantiiventris (Lawrence, 1865) — від Коста-Рики до центральної Панами;
- M. p. berlepschi Hartert, E, 1902 — від східної Панами до північно-західного Еквадору.

Оливковий монудо раніше вважався підвидом рудого монудо.

## Поширення і екологія
Руді монудо мешкають в Мексиці, Гватемалі, Гондурасі, Нікарагуа, Коста-Риці, Панамі, Колумбії і Еквадорі. У 1991 році рудого монудо вперше було зафіксовано в США, в Національному парку Біг-Бенд на південному заході Техасу. Пізніше рудих монудо спостерігали також в Аризоні.
Руді монудо живуть у вологих гірських тропічних лісах, на узліссях і галявинах, на плантаціях та в заростях на берегах річок. Зустрічаються парами, на висоті від 600 до 3600 м над рівнем моря, переважно на висоті від 1200 до 2150 м над рівнем моря. Живляться комахами, на яких чатують серед рослинності. Гніздо чашоподібне, зроблене з моху, печіночників і лишайників, розміщується на дереві, на висоті від 4 до 27 м над рівнем моря, серед папороті, бромелій або інших епіфітів. В кладці 2 білих яйця, поцяткованих коричневими плямками. Інкубаційний період триває 15-16 днів.